# Philautus aurifasciatus
Philautus aurifasciatus é uma espécie de anfíbio da família Rhacophoridae.
É endémica da Indonésia.
Os seus habitats naturais são: florestas subtropicais ou tropicais húmidas de baixa altitude e regiões subtropicais ou tropicais húmidas de alta altitude.
Está ameaçada por perda de habitat.